# (1695) Walbeck
(1695) Walbeck ist ein Asteroid des Hauptgürtels, der am 15. Oktober 1941 von der finnischen Astronomin Liisi Oterma in Turku entdeckt wurde.
Der Name des Asteroiden ist von dem finnischen Geodäten und Astronomen Henrik Johan Walbeck (1793–1822) abgeleitet.